# Euglenida
Gli euglenidi, secondo una classificazione ormai obsoleta, erano una classe inserita nel regno dei Chromisti, considerato ormai parafiletico: in questo regno erano compresi tutti i microorganismi eucarioti, in maggioranza fotosintetici e unicellulari.
Secondo una classificazione filogenetica, Euglenida costituisce sempre una classe del phylum Euglenozoa, del regno dei Discoba, a sua volta facente parte del supergruppo Excavata del sottodominio Bikonta, dominio Eukaryota.

## Suddivisioni

### Euglenophyceae
Tale sottoclasse comprende circa 800 specie estremamente eterogenee. Dei 36 generi conosciuti solo 11 contengono cloroplasti e sono in grado di fotosintetizzare.
Questi organismi contengono clorofilla a e b, carotenoidi come pigmenti accessori ma la sostanza di riserva è il paramylon, un polimero del glucosio e non il classico amido. Alcuni, come l'Euglena viridis sono mixotrofi, in grado di passare, in mancanza di luce, dalla nutrizione autotrofa a quella eterotrofa. Gli euglenidi non pigmentati mostrano fenomeni di fagocitosi e possono assorbire zuccheri e proteine attraverso la membrana.
Un'importante differenza rispetto agli organismi vegetali propriamente detti è la mancanza di una parete cellulare cellulosica; è presente uno strato di proteine con caratteristiche elastiche (periplasto).
Per muoversi usano i flagelli che sono di lunghezza differente e localizzati al polo anteriore della cellula. 
Hanno uno stigma o macchia oculare, il cui ruolo è di percezione unilaterale della luce ed è una modificazione strutturale e funzionale del cloroplasto; vicino ad esso, nelle specie d'acqua dolce, è presente un vacuolo contrattile che regola l'effetto dell'osmosi espellendo acqua.

### Aphagea
Una seconda sottoclasse, gli Aphagea, è caratterizzata dalla mancanza di cloroplasti e di un apparato di ingestione, quindi la sua alimentazione è per osmotrofia, ovvero che si nutrono attraverso la diffusione di ioni o piccole molecole attraverso la Membrana cellulare, secondo un gradiente osmotico. Hanno uno o due flagelli emergenti, e sono privi dello stigma.

### Heteronematina
Heteronematina è la terza sottoclasse di euglenida, che si caratterizza per presentare un apparato di ingestione o citostoma capace di fagotrofia, non presentando cloroplasti. Hanno una modalità di locomozione scorrevole sul substrato (reptazione) utilizzando uno o entrambi i flagelli. È considerato un raggruppamento parafiletico che ha dato origine agli altri due gruppi (fotosintetico e osmotrofico).